# Siv Grava
Siv Grava (nascida em 1954) é uma artista australiana que vive em Elliston, South Australia.
Grava ganhou o Prémio Nacional de Retrato Doug Moran de 1992 por Auto-Retrato.

## Colecções
As uas obras encontram-se nas colecções da Australian Catholic University (tríptico Andamooka), e na Tweed Regional Gallery (Auto-Retrato).

## Exposições
O trabalho de Grava foi exibido no Flinders University Museum of Art (Tough(er) Love: Art From Eyre Peninsula, grupo).